# Broadway (Manhattan)

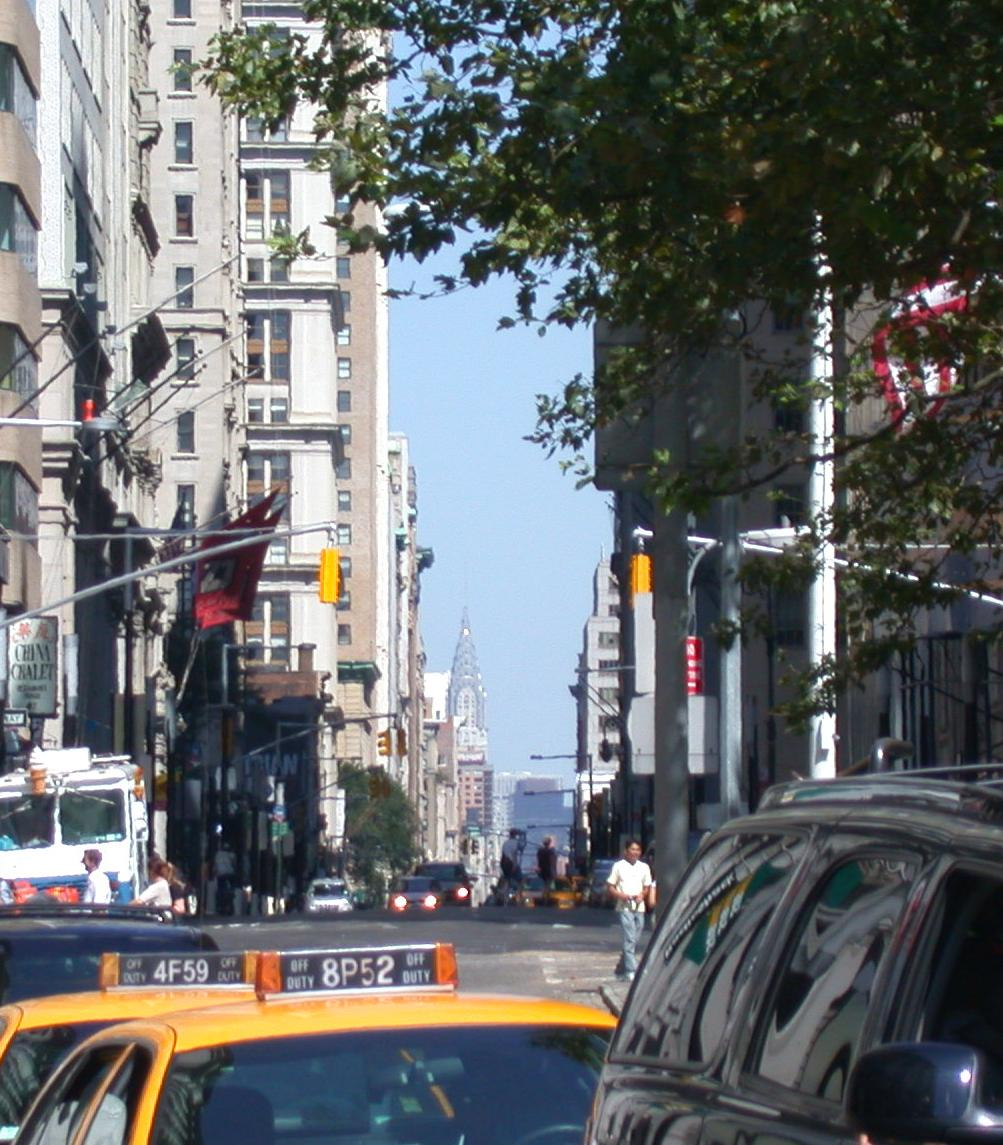
Broadway bij Bowling Green met op de achtergrond het Chrysler Building.

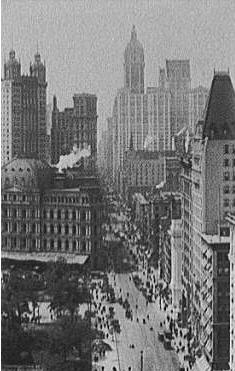
Broadway in 1909 met van links naar rechts het Park Row Building, het St. Paul Building, het Singer Building en het City Investing Building.

Broadway is een van de grote straten in het New Yorkse stadsdeel Manhattan. De straat loopt van zuid naar noord over de hele lengte van Manhattan tot Tarrytown, ten noorden van New York. Broadway kruist de belangrijkste straten van het eiland en er staan vele bezienswaardigheden langs de straat. Op de kruising met 42nd Street ligt Times Square.

## Geschiedenis
Ten tijde van de eerste Nederlandse kolonisatie van Manhattan was Broadway een pad dat de lokale Wappani indianen gebruikten om van hun dorp naar de jachtvelden te gaan. David Pietersz. de Vries noemt als eerste deze weg in zijn dagboek van 1642 ("De Wickquasgeck weg waar de indianen dagelijks langs gingen").
Nadat Peter Minuit namens de Republiek der Zeven Verenigde Provinciën het land van de indianen kocht werd er de naam Breede Weg aan gegeven. In 1667, na de Vrede van Breda, is de naam letterlijk vertaald in Broadway toen de stad in Britse handen overging. Een andere naam van Broadway was Breedweg. Halverwege de negentiende eeuw stond het deel van Broadway in Lower Manhattan bekend als Great George Street.

## Route

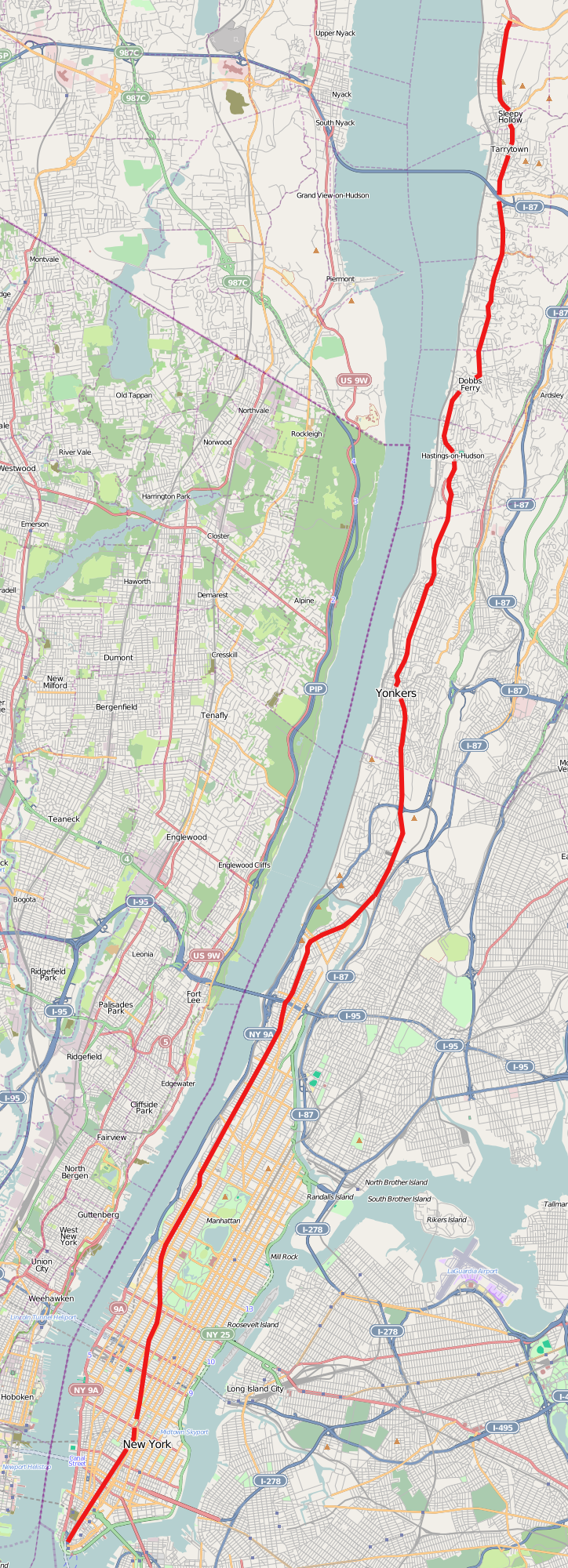
Route van Broadway

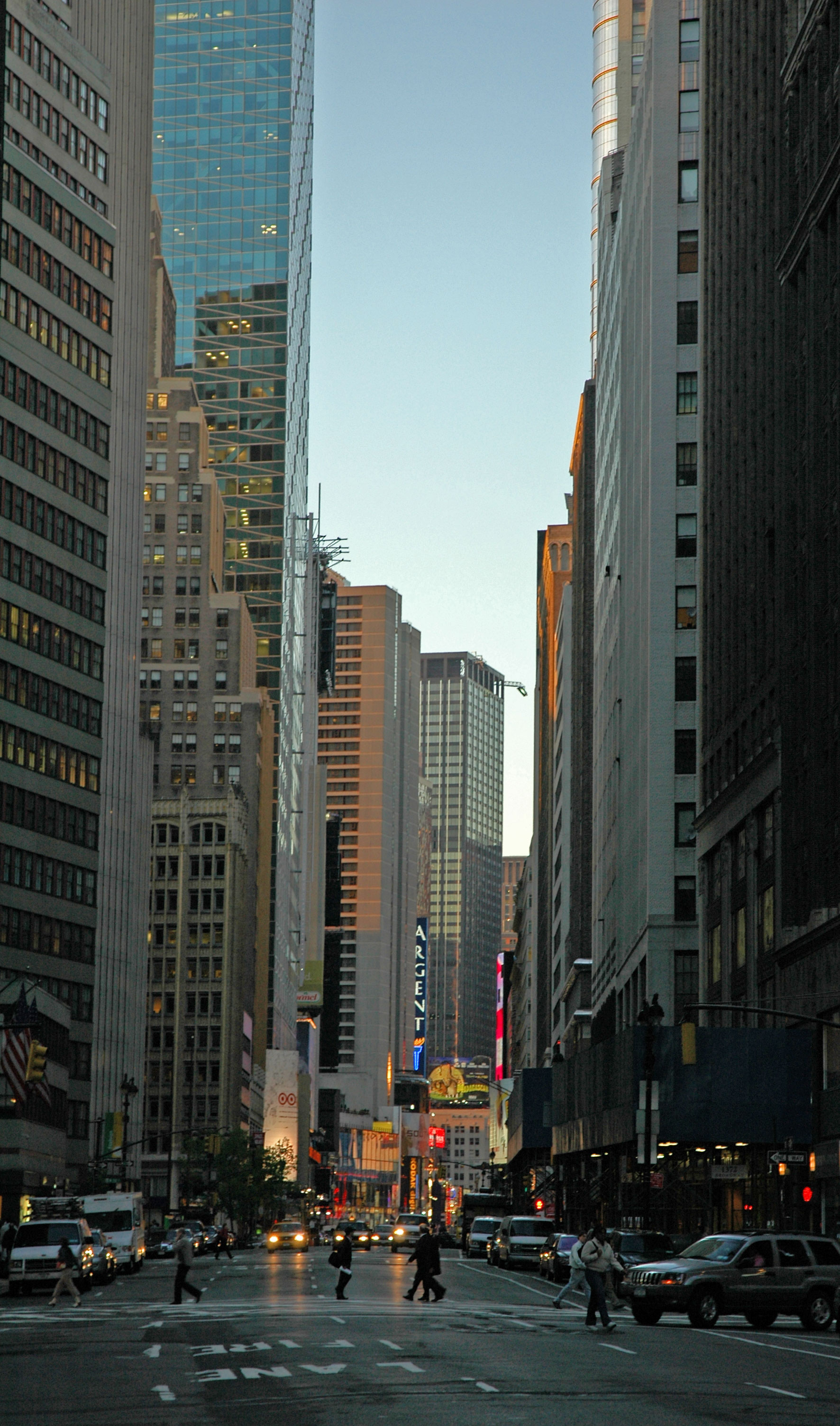
Broadway bij 38th Street

Broadway begint bij het Bowling Green nabij Battery Park op het zuidelijkste punt van Manhattan. Oorspronkelijk begon de straat direct bij de Hudson River, maar door landaanwinst is het begin van Broadway verder van de rivieroever komen te liggen.
Een paar huizenblokken naar het noordoosten loopt Broadway langs de Trinity Church en het stadhuis van New York. Langs dit gedeelte van de straat verschenen de eerste wolkenkrabbers van de stad, zoals het inmiddels afgebroken Manhattan Life Insurance Building. Dit gedeelte staat ook bekend om de ticker-tape parades, die gehouden werden om helden te huldigen, zoals de astronauten van Apollo 11 en de New York Yankees na hun overwinning in 2000 op de World Series. Tussen de kantoorgebouwen van het financiële district, grenzend aan Ground zero, de voormalige locatie van het World Trade Center, staat de Saint Paul's Chapel, een van de oudste nog gebruikte kerken van de Verenigde Staten.
Ten noorden van Lower Manhattan is Broadway de enige straat in het Commissioners' Plan van 1811 die niet het schaakbordpatroon volgt. Verder naar het noorden markeert Broadway de oostgrens van Greenwich Village en de westgrens van East Village. De straat loopt langs de New York University richting Union Square, waar zij Park Avenue kruist. Op alle kruispunten met de noord-zuidavenues bevinden zich dergelijke pleinen. Bij de kruising met Fifth Avenue ligt Madison Square, met het beroemde Flatiron Building.
Broadway loopt vanaf Madison Square noordwaarts langs het Herald Square, bij de kruising met Sixth Avenue. Hier staat Macy's, een van de grootste warenhuizen ter wereld. Hierna komt de straat langs Times Square en de Columbus Circle. De straat loopt hierna parallel aan de andere avenues door de Upper West Side. De straat loopt langs het Lincoln Center ter hoogte van 65th Street.
Ter hoogte van 107th Street kruist Broadway West End Avenue en volgt vanaf dat punt diens route. De straat loopt ter hoogte van 116th Street langs de bekende Columbia-universiteit. De straat steekt nabij het noordelijkste punt van Manhattan via de Broadway Bridge de Harlem River over. De straat loopt hier door Marble Hill en door de The Bronx. Nadat de straat New York heeft 'verlaten' is zij de belangrijkste noord-zuidverbinding van westelijk Yonkers, voordat zij overgaat in de Albany Post Road bij de noordgrens van Tarrytown.

## Broadway theatre

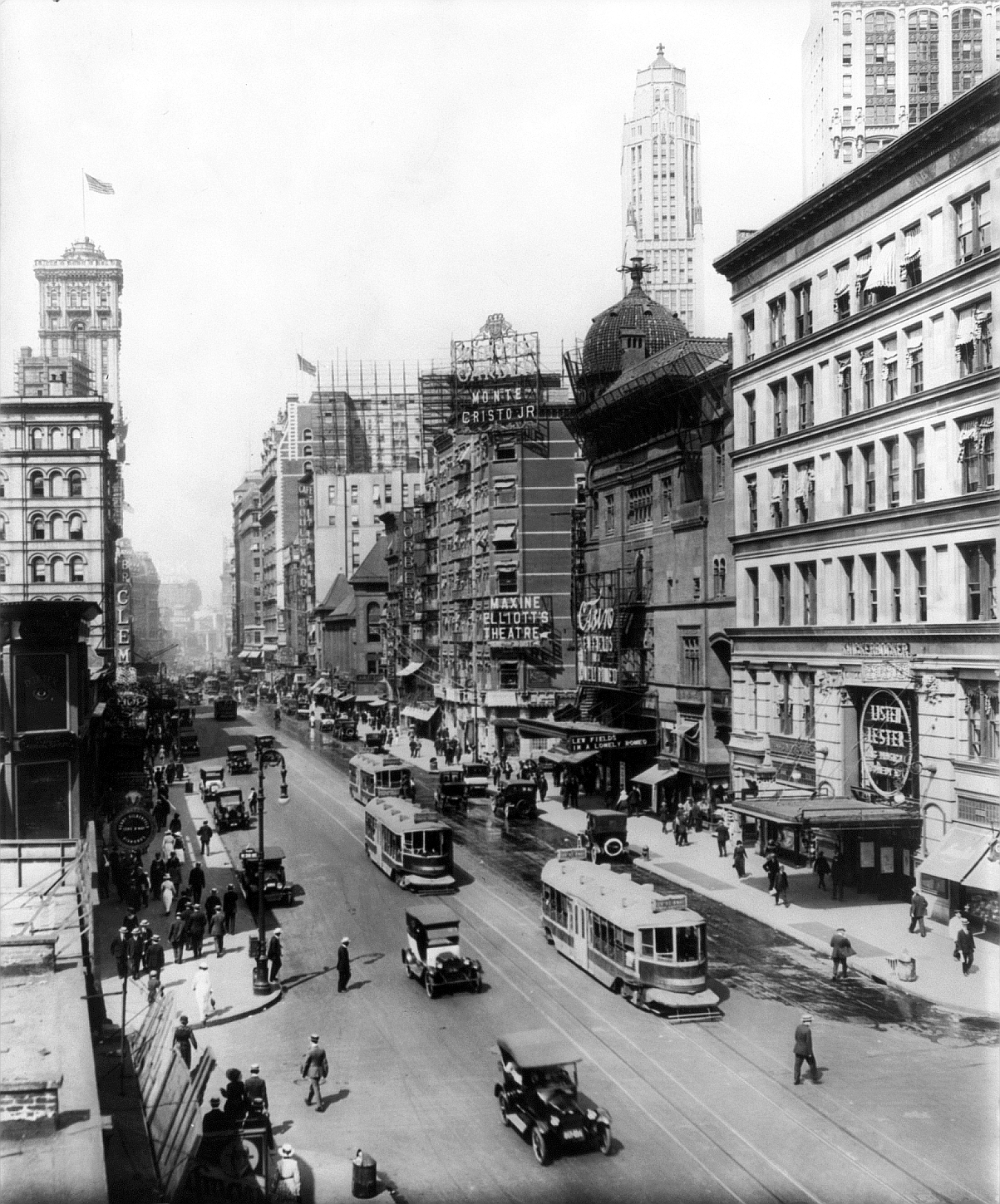
Theaters aan Broadway in 1920

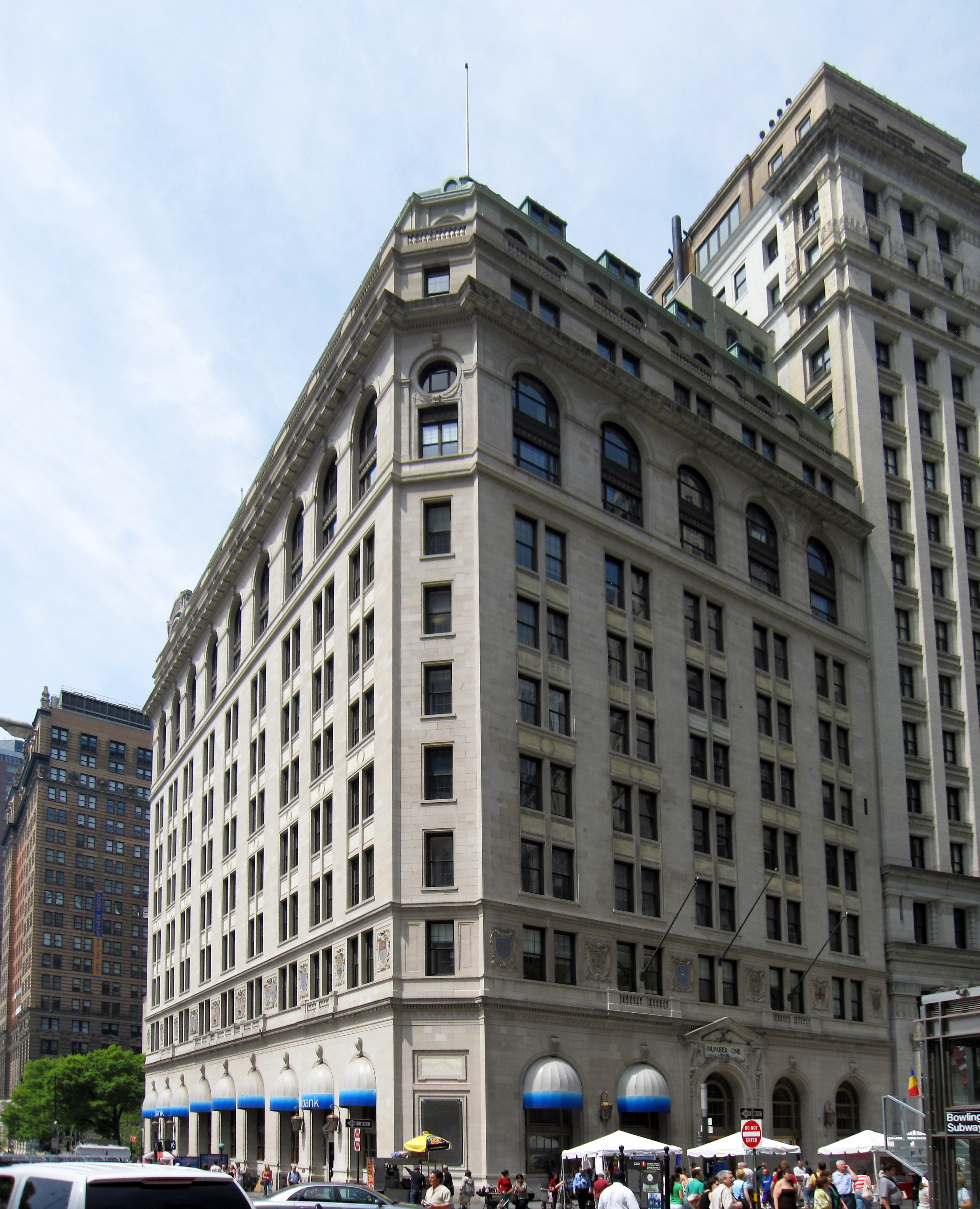
1 Broadway

Het gedeelte van de straat bij Times Square huisvest veel theaters die een altijd veranderend scala aan commerciële, op grote schaal gemaakte toneelstukken bieden, en dan met name musicals.
Dit gedeelte van Broadway, ook wel bekend als The Great White Way, is een beroemde trekpleister voor miljoenen toeristen uit de hele wereld. Meedoen in een succesvolle Broadway-musical wordt door de zangers en acteurs gezien als het ultieme succes. De jaarlijkse Tony-uitreiking geeft prijzen aan de meest succesvolle nieuwe shows en revivals.
Alhoewel de glitter van Broadway een breed publiek aantrekt, zijn er ook mensen die een meer experimenteel en kleiner gebrachte voorstelling willen zien. Dit kan in de kleinere theaters elders op Manhattan en er wordt aan deze shows gerefereerd als off-Broadway en off-off Broadway.

## Architectuur
Aangezien Broadway een groot gedeelte van New York doorkruist, staat er een grote verscheidenheid aan gebouwen aan de straat. Hieronder een lijst van bekende bestaande en reeds afgebroken gebouwen aan Broadway.
- 1 Broadway
- 1 Wall Street, op de hoek met Wall Street
- 26 Broadway
- American Surety Building
- City Investing Building
- Equitable Building
- Equitable Life Building (afgebroken)
- Flatiron Building
- Morgan Stanley Building
- Singer Building (afgebroken)
- St. Paul Building (afgebroken)
- Trinity Church
- Woolworth Building
- One Times Square

## Voetnoten
1. ↑  Ellis, Edward Robb (1966). The Epic of New York City. Old Town Books, pp. 26.